# Sylvain Arend
Sylvain Julien Victor Arend (* 6. August 1902 in Robelmont, Belgien; † 18. Februar 1992) war ein belgischer Astronom. 
Arends Hauptgebiet war die Astrometrie. 
Er entdeckte mehrere Kometen, darunter den hellen C/1956 R1 (Arend-Roland) sowie die periodischen Kometen 49P/Arend-Rigaux und 50P/Arend.
Darüber hinaus entdeckte Arend 51 Asteroiden, darunter (1127) Mimi, (1613) Smiley, (1640) Nemo, (1652) Hergé, (2866) Hardy, den Amor-Asteroiden (1916) Boreas und den Trojaner (1583) Antilochus.
Außerdem entdeckte er 1952 eine Nova im Sternbild Schild, die Nova Scuti 1952.
Ihm selbst ist der Asteroid (1502) Arenda gewidmet.